# Middlesex megye (Massachusetts)
Middlesex megye az Amerikai Egyesült Államokban, azon belül Massachusetts államban található. Megyeszékhelye Lowell. Lakosainak száma 1 632 002 fő (2020). Middlesex megye Hillsborough, Essex, Suffolk, Norfolk és Worcester megyékkel határos.

## Népesség
A megye népességének változása:
| Lakosok száma | 1 506 448 | 1 521 500 | 1 537 149 | 1 552 802 | 1 585 139 | 1 632 002 |
|               | 2010      | 2011      | 2012      | 2013      | 2015      | 2020      |